# Jacques Ladègaillerie
Jacques Ladègaillerie, né le 10 janvier 1944 à Sartrouville (Yvelines), est un escrimeur et homme politique français. 

## Biographie

### Carrière sportive
Jacques Ladègaillerie participe aux épreuves d'épée de trois Jeux olympiques. En 1968 à Mexico, il est éliminé en huitième de finale contre le futur champion olympique. À Munich en 1972, il est dans l'équipe qui termine quatrième et remporte la médaille d'argent en individuel. Il gagne la coupe du monde à l'épée. Aux Jeux olympiques de 1976 à Montréal, il perd au premier tour en individuel. A participé à trois jeux mondiaux universitaires Porto Alegre 1963 ; Budapest 1965 et Tokyo 1967 ; vainqueur des jeux méditerranéens à Tunis en 1967 ; champion de France militaire en 1966.
Membre du Paris Université Club, il remporte cinq championnats de France par équipe et trois fois second en individuelle.
Professeur d'éducation physique et sportive au collège Daniel-Faucher de Loriol-sur-Drôme, il prend sa retraite en 2004.

### Carrière politique
Jacques Ladègaillerie est élu municipal depuis 1977, divers droite, maire de Loriol-sur-Drôme de 1995 à 2014 et conseiller général du canton de Loriol-sur-Drôme de 2001 à 2015.
En mars 2015, il est élu conseiller départemental du canton de Loriol-sur-Drôme en tandem avec Françoise Chazal,.